# Waitiki Landing
Waitiki Landing est la localité formée de la communauté urbaine la plus au nord dans l’Île du nord de la Nouvelle-Zélande.

## Situation
Elle est située près de la ville de Te Hapua, à proximité du cap Reinga dans le district du Far North de la région du Northland.

## Caractéristique
La ville possédait la station d’essence la plus au nord de la Nouvelle-Zélande, jusqu’à ce qu’elle soit détruite par un incendie au matin du 8 octobre 2011 .